# Karel van Artesië
Karel van Artesië (circa 1394 - 25 juli 1472) was van 1397 tot aan zijn dood graaf van Eu. Hij behoorde tot het huis Capet.

## Levensloop
Karel was de oudste zoon van Filips van Artesië, graaf van Eu, en Maria van Berry, hertogin van Auvergne en dochter van hertog Jan van Berry.
Na het overlijden van zijn vader in 1397 werd Karel op driejarige leeftijd graaf van Eu. Hij vocht mee in de Honderdjarige Oorlog en nam in 1415 deel aan de Slag bij Azincourt. Deze veldslag verliep zeer desastreus voor de Fransen en Karel werd gevangengenomen door de Engelsen. Pas na 23 jaar gevangenschap, in 1438, kwam hij vrij. Na zijn terugkeer naar Frankrijk werd hij aangesteld tot luitenant van de Franse koning in Normandië en Guyenne en in 1465, hij was toen al meer dan 70 jaar, werd hij nog militair gouverneur van Parijs.
In 1448 huwde Karel met Johanna (overleden in 1449), dochter van heer Filips van Saveuse. Na de dood van Johanna hertrouwde hij in 1454 met Helena (overleden in 1473), dochter van Jan IV van Melun, burggraaf van Gent. Beide huwelijken bleven kinderloos. Karel van Artesië overleed in juli 1472 en werd bijgezet in de Abdij van Eu.
Als graaf van Eu werd hij opgevolgd door zijn neef Jan van Bourgondië, de zoon van zijn zus Bonne en haar eerste echtgenoot, graaf Filips van Nevers.